# گویش پروانسی
گویش پروانسی از گویش‌های زبان اکسیتان است که در مناطق محدودی از کشور فرانسه حدود سیصد و شصت هزار تن گویشور دارد. این زبان نزدیکی زیادی با گویش لیموزینی دارد و از مجموعه زبان‌های رومی محسوب می‌شود. پروانسی گویش‌های متعددی را در بر می‌گیرد و دارای ادبیات مکتوب است. فردریک میسترال برنده جایزه ادبی نوبل از ادیبان این زبان نیز بشمار می‌آید.